# Álvaro Luiz Maior de Aquino
Álvaro Luiz Maior de Aquino, noto anche con lo pseudonimo di Álvaro (Mariápolis, 1º novembre 1977), è un ex calciatore brasiliano, di ruolo difensore.

## Palmarès

### Club
- Campionato brasiliano: 3

San Paolo: 1998, 1999
Flamengo: 2009
- Coppa di Spagna: 1

Real Saragozza: 2003-2004
- Supercoppa di Spagna: 1

Real Saragozza: 2004